# Leishmaniasis

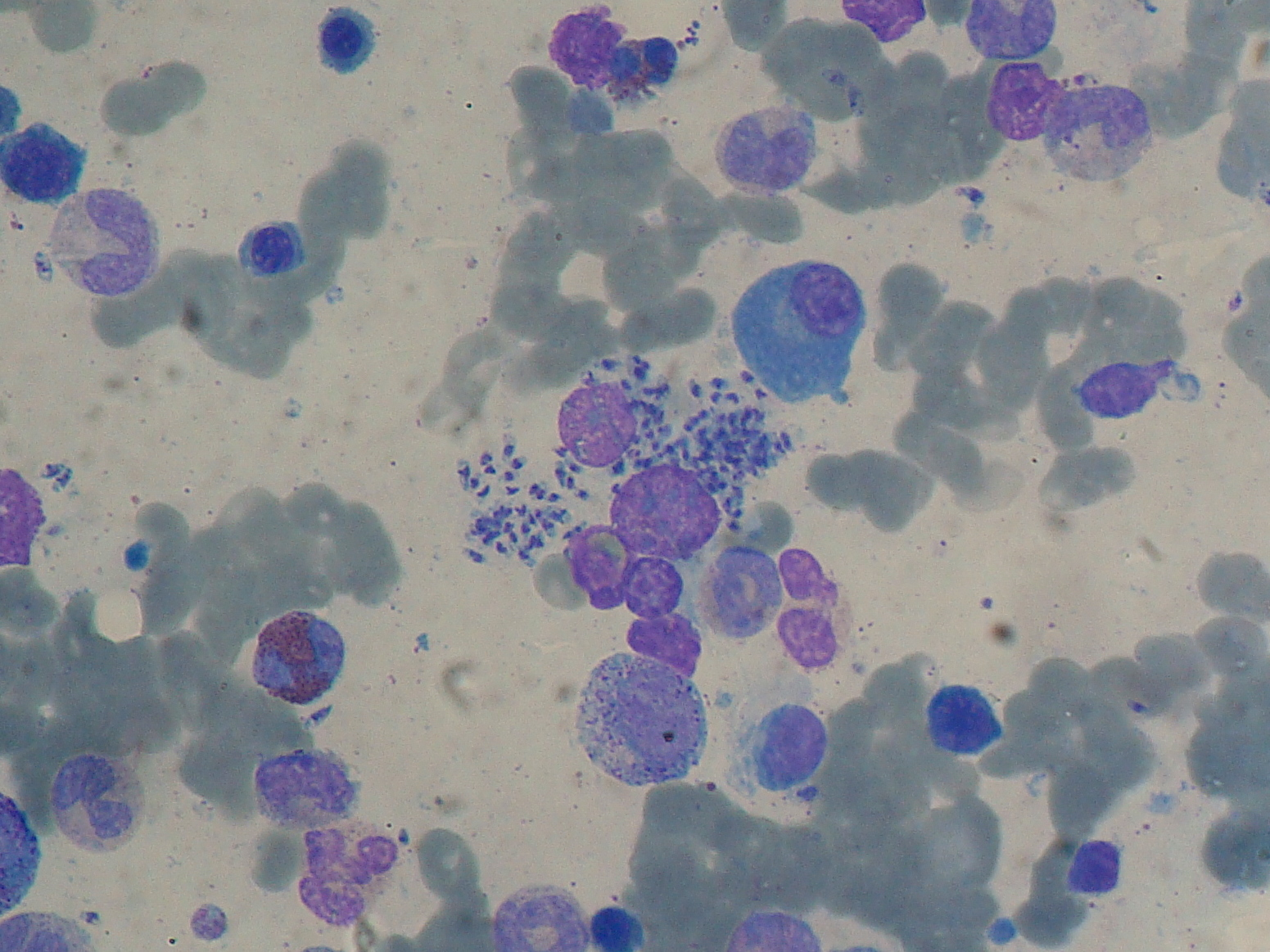
Leishmania in beenmerguitstrijkje

Leishmaniase of leishmaniose (zandmugziekte) is een ziekte die veroorzaakt wordt door protozoën-parasieten van het geslacht Leishmania. Deze "oerdiertjes" verspreiden zich via de beten van bepaalde soorten zandvliegen. De ziekte openbaart zich hoofdzakelijk op drie manieren: in de huid, slijmvliezen en inwendige organen (respectievelijk cutane, mucocutane en viscerale leishmaniase). Bij leishmaniase van de huid ontstaan huidzweren, bij leishmaniase van huid én slijmvliezen ontstaan zweren in de huid en de slijmvliezen, en bij leishmaniase van inwendige organen krijgt de patiënt eerst huidzweren en ontstaat later koorts, daalt het aantal rode bloedcellen (bloedarmoede), en worden de lever en de milt groter dan normaal.
De ziekte werd in 1901 genoemd naar de Schotse patholoog William Boog Leishman. De ziekte is ook bekend onder de namen Leichmaniosis, Leishmaniose, leishmaniose en voorheen als Orient Boils, kala azar, zwarte koorts, Dum-Dumkoorts en espundia. De benaming berglepra heeft te maken met de zweren die de cutane variant veroorzaakt en sterk aan lepra doen denken.
Er zijn meer dan 20 Leishmania–soorten die bij mensen infecties veroorzaken. Risicofactoren zijn onder meer: armoede, ondervoeding, ontbossing en verstedelijking. De diagnose van alle drie vormen wordt gesteld wanneer er parasieten onder de microscoop te zien zijn. Daarnaast is leishmaniase van inwendige organen ook met bloedonderzoek vast te stellen.
Leishmaniase is voor een deel te voorkomen door onder een net te slapen dat met een insecticide behandeld is. Andere maatregelen zijn onder meer het sproeien met insecticiden die zandvliegen doden, en het vroegtijdig behandelen van mensen die de ziekte hebben om zo verdere verspreiding te voorkomen. Welke behandeling nodig is, hangt af van waar de ziekte opgelopen is, de betreffende soort Leishmania en om welke infectie het gaat (huid, huid en slijmvliezen, of inwendige organen). Geneesmiddelen die wel gebruikt worden bij de behandeling van leishmaniase van inwendige organen zijn liposomaal amfotericine B, een combinatie van een middel tegen een schimmelinfectie candidiasis en het antibioticum paromomycine, en miltefosine, een middel dat de parasieten zelf aanpakt. Bij leishmaniase van de huid kunnen paromomycine, fluconazol of pentamidine worden gebruikt.
Verspreid over zo'n 98 landen zijn  ongeveer 12 miljoen mensen geïnfecteerd. Ieder jaar komen er ongeveer 2 miljoen nieuwe leishmaniase-patiënten bij en sterven tussen de 20 en 50.000 mensen aan deze ziekte. In Azië, Afrika, Zuid- en Midden-Amerika en Zuid-Europa wonen ongeveer 200 miljoen mensen in gebieden waar de ziekte veel voorkomt. De Wereldgezondheidsorganisatie krijgt korting op enkele geneesmiddelen waarmee leishmaniase wordt bestreden. De ziekte komt ook bij een aantal andere diersoorten voor, waaronder honden (canine leishmaniasis) en knaagdieren.
De Belgische arts en epidemiologe Marleen Boelaert speelde een belangrijke rol bij de bestrijding en de preventie van Leishmaniasis.